# Mittlach
Mittlach är en kommun i departementet Haut-Rhin i regionen Grand Est (tidigare regionen Alsace) i nordöstra Frankrike. Kommunen ligger i kantonen Munster som tillhör arrondissementet Colmar. År 2022 hade Mittlach 340 invånare.

## Befolkningsutveckling
Antalet invånare i kommunen Mittlach
| Referens: INSEE |